# La última pirueta
La última pirueta, estrenada como La gran pirueta, es una obra de teatro en cuatro escenas de José Luis Alonso de Santos, estrenada en 1986.

## Argumento
A un viejo circo a punto de la quiebra se incorpora un nuevo fichaje: El payaso Flofli, procedente de Francia, dónde es un personaje muy reconocido. Sobre él pesan las esperanzas de reflotar la empresa.

## Personajes
- Violeta
- Director del Circo
- Gran Tonisco
- Goliat
- Casimiro
- Andrea, la Gorda
- Dos inspectores
- Doctor Galán

## Estreno
- Teatro Monumental, Madrid, 1 de julio de 1986. 
  - Dirección: José Luis Alonso Mañés.
  - Escenografía: Simón Suárez.
  - Intérpretes: Manuel Galiana, Carlos Mendy, Aitana Sánchez Gijón, Joaquín Molina, Víctor Rubio, Juan Messeguer, Héctor Colomé, Tomás Sáez, Chari Moreno.